# Arenaria commagenae
Arenaria commagenae là loài thực vật có hoa thuộc họ Cẩm chướng. Loài này được Çeleb. & Favarger mô tả khoa học đầu tiên năm 1989.